# Therioplectes kuehlhorni
Therioplectes kuehlhorni är en tvåvingeart som beskrevs av Moucha och Chvala 1964. Therioplectes kuehlhorni ingår i släktet Therioplectes och familjen bromsar.
Artens utbredningsområde är Irak. Inga underarter finns listade i Catalogue of Life.